# Bob Synnott
Robert Thomas Synnott, detto Bob (New York, 27 settembre 1912 – Miami-Dade County, 19 novembre 1985), è stato un cestista statunitense, professionista in ABL e in NBL.

## Palmarès
- Campione NBL (1945)